# Mitteldeutscher Rundfunk

Logo MDR

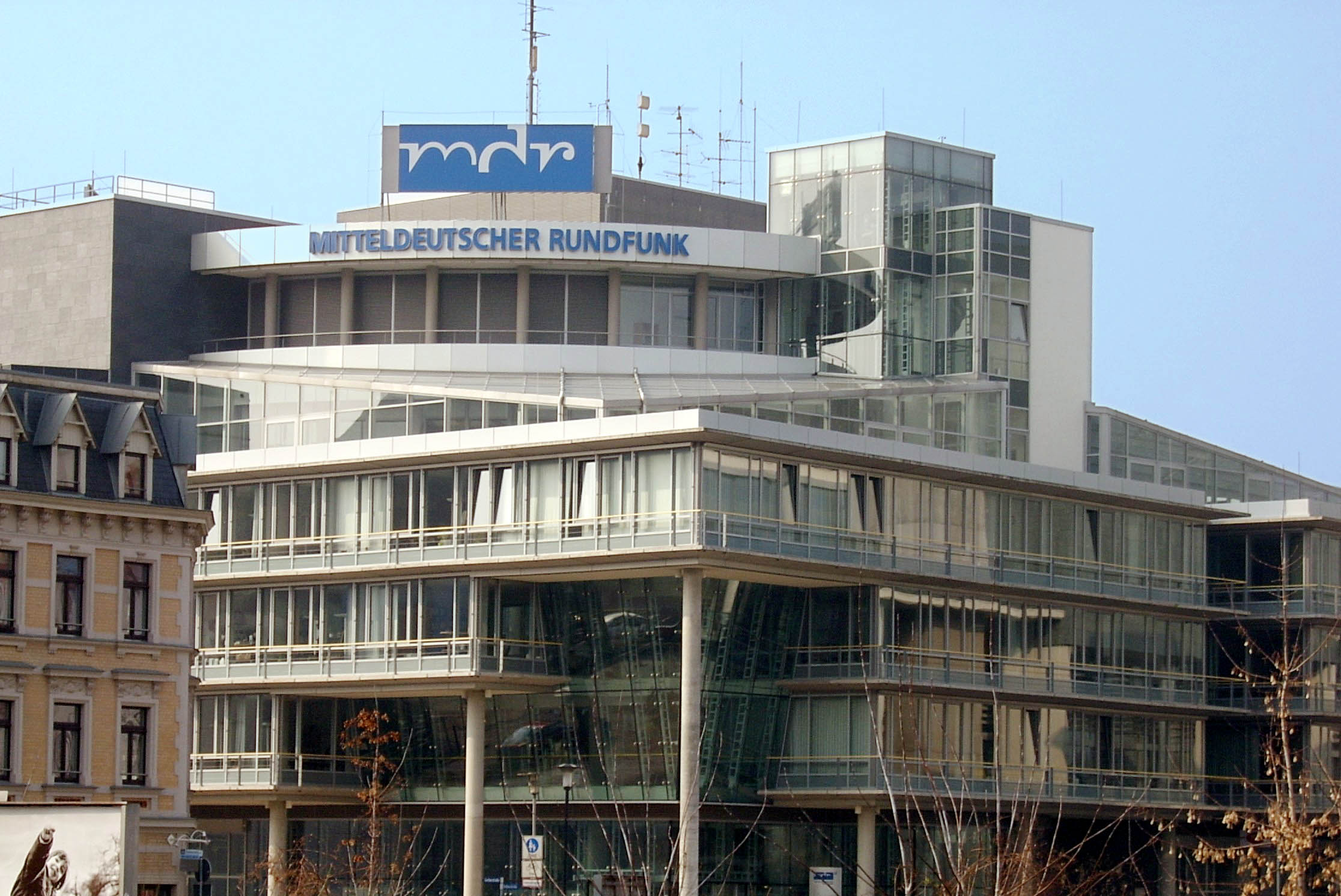
Centrum Radiowe MDR w Halle

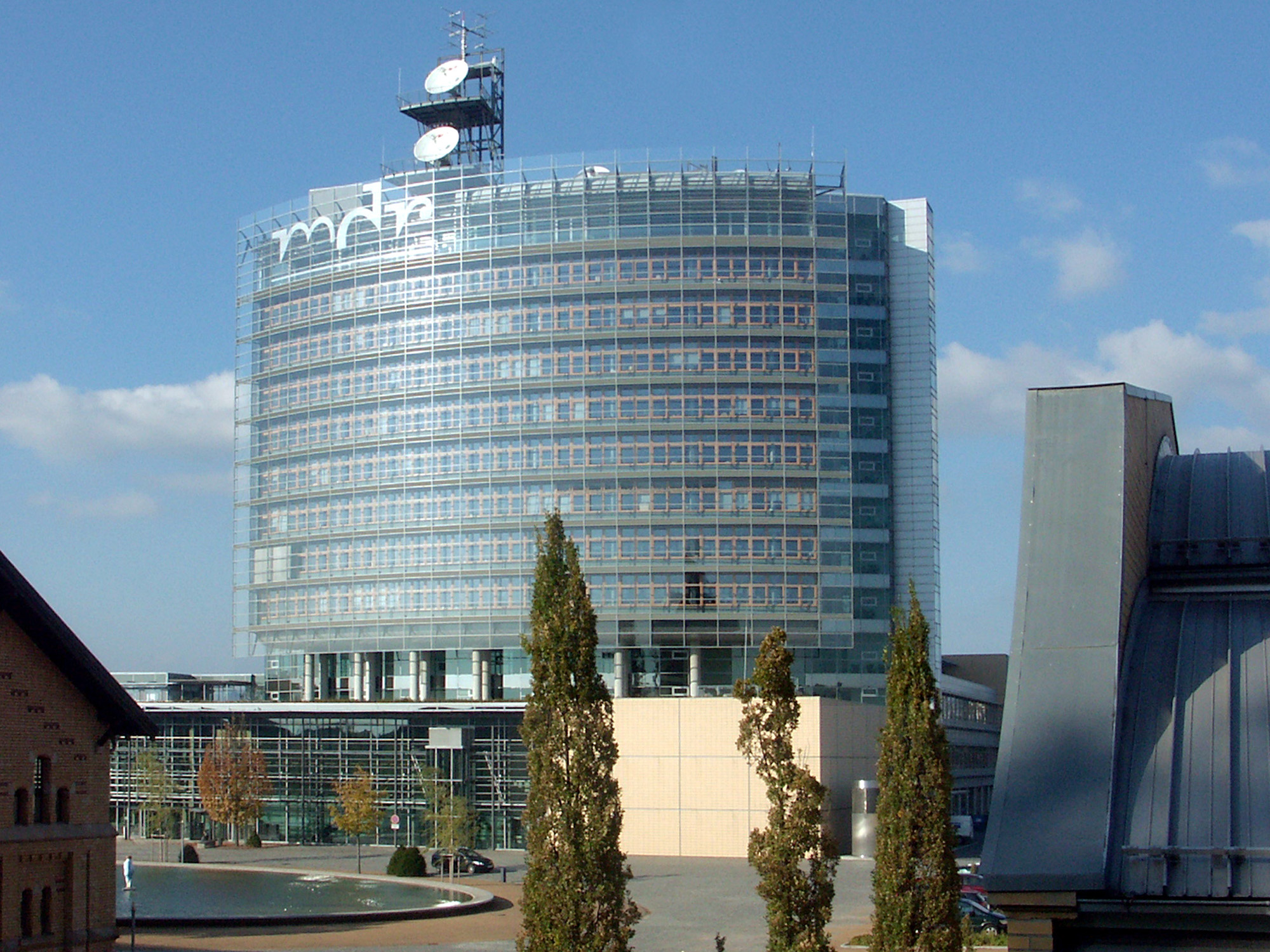
Siedziba MDR w Lipsku

MDR (Mitteldeutscher Rundfunk) – niemiecki regionalny publiczny nadawca radiowo-telewizyjny obejmujący swym zasięgiem kraje związkowe: Saksonia, Saksonia-Anhalt i Turyngia. Powstał 1 stycznia 1992 jako jeden z trzech nowych nadawców regionalnych utworzonych po zjednoczeniu Niemiec.
Główny ośrodek telewizyjny znajduje się w Lipsku, a radiowy w Halle. Ponadto stacja posiada studia w stolicach wszystkich obsługiwanych landów, a więc w Erfurcie dla Turyngii, Magdeburgu dla Saksonii-Anhalt i Dreźnie dla Saksonii. Jest członkiem ARD i jako taki produkuje programy na anteny ogólnoniemieckie. Tworzy także 8 kanałów radiowych i MDR Fernsehen, będącą w tych trzech krajach związkowych trzecim kanałem telewizji publicznej. Szerszej publiczności, także polskiej, kanał ten dostępny jest za pośrednictwem satelity Astra.
Rozgłośnie radiowe:
- MDR Sachsen(inne języki)
- MDR Sachsen-Anhalt(inne języki)
- MDR Thüringen – Das Radio(inne języki)
- MDR Jump(inne języki) (dawniej MDR Life) – pop
- MDR Kultur(inne języki) (dawniej MDR Figaro) – kultura
- MDR Aktuell(inne języki) (dawniej MDR Info) – informacje
- MDR Sputnik(inne języki) (dawniej DT64) – radio młodzieżowe
- MDR Klassik(inne języki) (tylko cyfrowe: DAB, Internet, DVB-S) – muzyka poważna
- Sorbischer Rundfunk(inne języki) – program dzielony z RBB, po łużycku